# Irio Rodrigues
Irio Rodrigues (nacido, 21 de agosto de 1936, Rio Grande, Brasil - fallecido, 21 de agosto de 1936, Rio Grande) es un poeta brasileño.

## Biografía
Empezó, de niño, a hacer versos, aunque nunca haya frecuentado una escuela, fue alfabetizado por la madre Erocilda Rodrigues Silveira, con la ayuda de un manual. En su adultez, fue limpiabotas, vendedor de periódicos, temporero, pintor e incluso cantante de radio. Intentó la vida en las ciudades de São Paulo y Río de Janeiro y, al regresar, se estableció durante veinte años en la ciudad gaucha de São José do Norte.
Figura emblemática en Rio Grande, su primer libro fue auspiciado por la Secretaría Municipal de Educación y Cultura de Río Grande y el segundo por amigos y admiradores. También con ayuda, imprimía sus poemas y los vendía por importes simbólicos para mantenerse. Falleció el 14 de junio de 2006.
El Instituto de Letras y Artes (ILA) de la Universidad Federal de Río Grande - FURG tiene un proyecto de investigación sobre la poesía de ese autor.

## Obras
- Írio Rodrigues - O poeta pobre
- Coletânea 2003